# نیلیویل (میزوری)
نیلیویل (به انگلیسی: Neelyville) یک شهر در ایالات متحده آمریکا است که در شهرستان باتلر، میزوری واقع شده‌است. نیلیویل ۲٫۹۸ کیلومتر مربع مساحت و ۴۸۳ نفر جمعیت دارد و ۹۳ متر بالاتر از سطح دریا واقع شده‌است.